# Municipio de Granville (Nebraska)
El municipio de Granville (en inglés: Granville Township) es un municipio ubicado en el condado de Platte en el estado estadounidense de Nebraska. En el año 2010 tenía una población de 981 habitantes y una densidad poblacional de 10,62 personas por km².

## Geografía
El municipio de Granville se encuentra ubicado en las coordenadas 41°41′34″N 97°31′59″O / 41.69278, -97.53306. Según la Oficina del Censo de los Estados Unidos, el municipio tiene una superficie total de 92.34 km², de la cual 92,29 km² corresponden a tierra firme y (0,05 %) 0,05 km² es agua.

## Demografía
Según el censo de 2010, había 981 personas residiendo en el municipio de Granville. La densidad de población era de 10,62 hab./km². De los 981 habitantes, el municipio de Granville estaba compuesto por el 98,27 % blancos, el 0,61 % eran afroamericanos, el 0,41 % eran amerindios, el 0,61 % eran de otras razas y el 0,1 % eran de una mezcla de razas. Del total de la población el 1,33 % eran hispanos o latinos de cualquier raza.